# یدالله محمودی
یدالله محمودی، متولد کرمانشاه، یکی از ۱۱ معلم انقلابی بود که در ۲۸ مرداد ۱۳۵۸ به اتهام هواداری از سازمان چریک‌های فدایی خلق ایران در زندان دیزل آباد کرمانشاه اعدام شدند.
وی از کسانی بود که نخستین اعتصاب معلمان ایران را در انقلاب بهمن در کرمانشاه ساماندهی کردند.

## منبع
- وبگاه سر افرازان
- آقای یدالله محمودی - یادبود حقوق بشر بنیاد عبدالرحمن برومند

## مطالعه بیشتر
- کتاب "صحیفه امام" جلد ۹، کتاب "ایام انزوا" نوشته آیت‌الله خلخالی، روزنامه کیهان (۱ شهریور ۱۳۵۸ و ۳ مهر ۱۳۵۸)
- مقاله "مرگ صادق خلخالی" نوشته منصور بلوری (سایت اخبار روز، ۹ آذر ۱۳۸۲)
- پرونده "قتل در میکونوس،" چاپ مرکز اسناد حقوق بشر ایران